# Atlanticus bikouensis
Atlanticus bikouensis är en insektsart som beskrevs av Zheng, Z. och F-m. Shi 1999. Atlanticus bikouensis ingår i släktet Atlanticus och familjen vårtbitare. Inga underarter finns listade i Catalogue of Life.